# 北京奥运村
40°00′07″N 116°22′50″E / 40.001891°N 116.380549°E

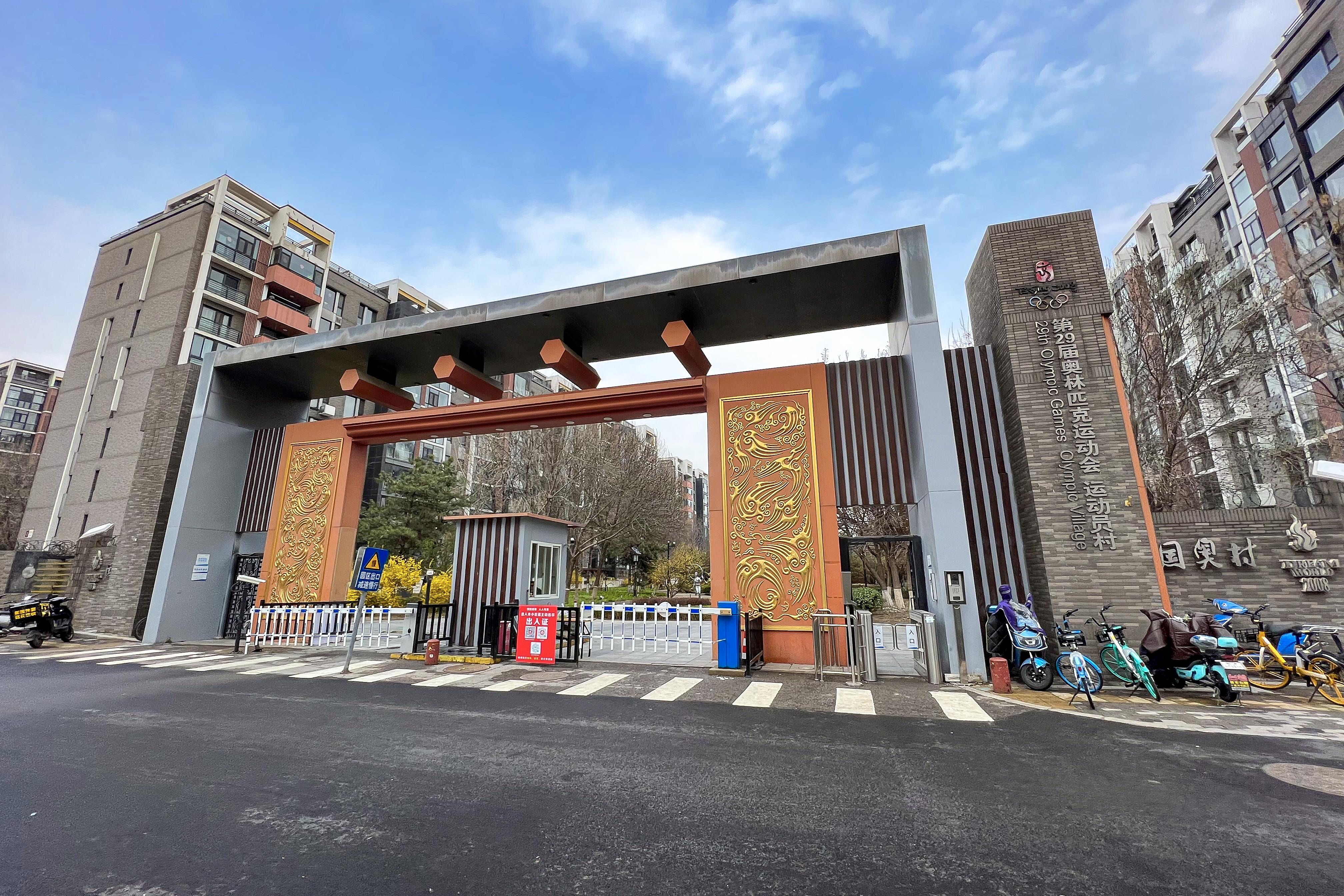
国奥村西区西门（2022年3月摄）

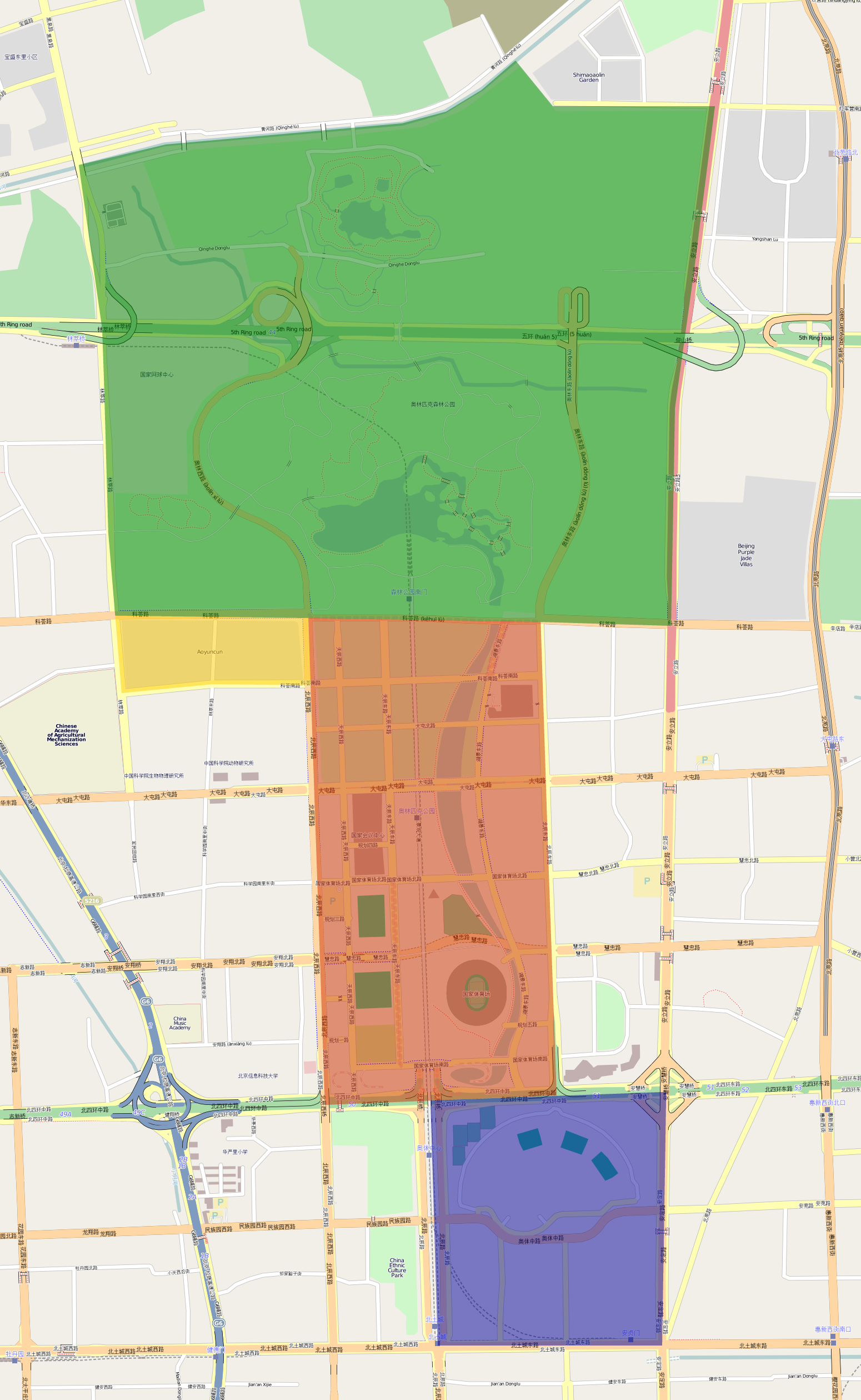
图中黄色区域为奥运村居住区。

北京奥运村位于北京市朝阳区奥运村街道，奥林匹克公园内，是2008年夏季奥林匹克运动会和2008年夏季残疾人奥林匹克运动会的奥运村。奥运村分为两部分：居住区，位于科荟路以南；国际区，位于科荟路以北；两区占地各约35公顷。居住区为低密度住宅区，共有42栋公寓，配套5栋公建，共有2963套公寓，17200个床位，其中三层以下经过简单改造即可为残奥会运动员使用；居住区按照商品房建设，赛前开始销售但不入住，赛期内由奥组委租用，赛后恢复商品房属性（即今国奥村社区）。国际区为临时建筑，赛期设施包括升旗广场、宗教中心、餐厅、商业街等。